# Az Urantia könyv
A szellemi és bölcseleti tárgyú mű, Az Urantia könyv Istennel, tudománnyal, vallással, történelemmel, bölcselettel és a lények és dolgok beteljesülésével foglalkozik. A könyv eredetije angol nyelven jelent meg, keletkezése időben az 1924 és 1955 közötti időszakra, térben pedig Chicagóra (USA, Illinois) tehető. A szerző nem ismert. A könyvet alkotó írások keletkezésével kapcsolatosan sok vita alakult ki és számos találgatás látott napvilágot.
A szerzők az Urantia szót a Föld bolygóra való utalásként alkalmazzák, és kijelentik, hogy a „teljesebb fogalmak és felsőbbrendű igazságok bemutatására” törekednek „a mindenségtudat tágítására és a szellemi felfogóképesség fejlesztésére irányuló erőfeszítéseik során”. Az élet eredetének és értelmének részletes taglalása, az emberiségnek a világegyetemben elfoglalt helyének bemutatása, az Isten és az ember kapcsolatának tárgyalása, valamint a jézusi részletes életrajz ismertetése mellett számos egyéb téma is olvasható a könyvben.
A könyvet először az Urantia Foundation jelentette meg angol nyelven 1955. október 12-én. Bírósági döntés eredményeként az angol szövegek szerzői jogait az Urantia Alapítvány 2006-ban elveszítette. A különböző nyelveken (spanyol, francia, orosz, finn, holland, portugál, koreai, litván, olasz, német, svéd, magyar, lengyel, észt) kiadott fordításokat az alapítvány teljes egészében elérhetővé teszi a világhálón is. A fordítások esetében a szerzői jogok továbbra is élnek. Az UF-HUN-001World-2010-1 jelű első magyar kiadás kemény kötésű (ISBN 978-1-883395-11-7) változatban jelent meg 2010 augusztusában.

## Tartalom
A 2046 oldalas Urantia könyv Előszóból, valamint 196 „írásból” áll. Ez utóbbiak négy részt alkotnak:
I. rész: A központi világegyetem és a felsőbb-világegyetemek
II. rész: A helyi világegyetem
III. rész: Az Urantia története
IV. rész: Jézus élete és tanításai
Az Előszó nem más, mint egyfajta vázlatos ismertetés, mely útmutatást ad a könyv többi részében alkalmazott fogalmak helyes értelmezéséhez, és fogalommagyarázatot is közöl.
A 31 írásból álló I. rész a teremtés legfelsőbb síkjainak minősített dolgokkal foglalkozik, s először az örökkévaló és végtelen Isten bemutatására kerít sort.
A II. részt alkotó 25 írást a szerzők a „helyi világegyetemek” ismertetésének szentelték. E rész már továbbmegy az előző résznél annyiban, hogy beszámol a helyi világegyetemek lakóiról és azok tevékenységéről; a szerzők e tevékenységeket az Isten terveinek kivitelezésében való közreműködésként, a felsőbb teremtési nézőpontból ismertetik.
A III. rész 48 írása a Föld történetét mutatja be viszonylag részletesen, mégpedig a világ és a világ lakói keletkezésének (eredetének), rendeltetésének és beteljesülésének (végzetének) az összefüggéseket is megvilágító magyarázatával. A további 15 írás különféle egyéb tárgykörökkel foglalkozik, mint például „Istenség és Valóság”, a Gondolatigazító szerepe és működése, a „Személyiség továbbélése” és „Krisztus Mihály alászállásai”.
A IV. rész 77 írásból áll és „Jézus életéről és tanításairól” közöl beszámolót. Ezen írások Jézus születéséről (Kr.e. 7. augusztus 21.), gyermekkori és ifjúi éveiről, számos utazásáról, tanhirdető körútjairól, tanításairól, csodás tetteiről („csodákról”), az általa átélt válsághelyzetekről, valamint a keresztre feszítéséhez (Kr.u. 30. április 7.), a halálához és a feltámadásához (Kr.u. 30. április 9.) vezető eseményekről, valamint a mennybemeneteléről (Kr.u. 30. május 18.) szólnak. E részben lehet olvasni a Pünkösd jelentőségéről, végül pedig „Jézus hitéről” is. Ezen utolsó rész az első három részben bemutatott számos fogalmat Jézus élettörténetén keresztül is igyekszik szemléltetni.

## A szerzők
Az Urantia könyv pontos eredetét mindmáig homály fedi. Sem a könyv szövege, sem a kiadók nem neveznek meg emberi szerzőt; a szövegekből éppen hogy az olvasható ki, hogy számos mennyei lény kapta feladatul az emberiségnek szánt „korszakos” szellemi kinyilatkoztatás közreadását. Az első három rész minden egyes írásának végén valamilyen névvel jelölt személyt vagy mennyei lényrendet vagy lények valamely csoportját azonosítják az adott írás szerzőjeként, illetőleg szerzőiként.

## Tanítások

### Bölcselet
A könyvből megismerhető bölcseleti gondolkodás egyik szembetűnő jellegzetessége a hármas megközelítés alkalmazása, mint pl.:
- dolgok-jelentéstartalmak-értékek[3] (úgy is, mint: energia/anyag-elme-szellem);
- eredet-történelem-beteljesülés;[4]
- okozati viszony-kötelesség-istenimádat;[5]
- véges-abszonit-abszolút;[6]
- igazság-szépség-jóság.[7]

A szerzők állítása szerint az ember a világegyetemi valóságot a test, az elme, a szellem és a lélek síkján tapasztalhatja meg. Ide sorolják még a személyiséget, mely nem egyezik meg az előbbiek egyikével sem, valamint a morontia szintet is.
A világegyetem „jelszavának” a fejlődést tekintik. [p. 54 (4:1.2)] A könyvben megmutatkozó bölcseleti szemléletnek egy másik lényeges eleme a világegyetemnek az egyénhez fűződő barátságos viszonya. [ld. például p. 1435 (133:5.8), p. 2043 (196:3.8)]
A földi bölcseleti gondolkodás fejlődésének ismertetése és értékelése során a szerzők foglalkoznak többek között brahman, buddhista, kínai (Lao-ce és Konfuciusz) és görög bölcselők (Anaxagórasz, Szókratész, Platón, Arisztotelész, alexandriai Rodan), valamint Zarathustra tanításaival.
A földit meghaladó bölcselet megjelölése a könyvben „mota”, ez alatt a morontia valóságszinthez tartozó bölcsesség értendő [p. 500 (45:7.6)]. A morontia mota alsóbb síkjait közvetlenül az emberi bölcselet felsőbb szintjeihez csatlakozónak írják le. E határterület bemutatására olyan példákat hoznak, mint: 
„Az erőfeszítésnek nem mindig eredménye az öröm, de értelmes erőfeszítés nélkül nincs boldogság.” [p.537 (48:7.10)]
„A gyenge elmerül a megoldások keresésében, míg az erős cselekszik. Az élet is csak olyan, mint a napi munka – végezd jól. A tett a miénk; a következmények Istenéi.” [p.537 (48:7.13)]
„A mindenségrend legnagyobb szomorúsága az, hogy még sohasem volt szomorú. A halandók bölcsességet csakis gyötrelmek megtapasztalása révén tanulhatnak.” [p.537 (48:7.14)]
„Csillagokat a tapasztalásbeli mélységekben megélt magányos elszigeteltségből lehet a legjobban megfigyelni, nem pedig a fényes és mámoros hegycsúcsokról.” [p.537 (48:7.15)]
„A türelmetlenség szellemméreg; a harag olyan, mint a darázsfészekbe hajított kő.” [p.537 (48:7.20)]
„A kifejlődő lélek nem a tette révén lesz istenivé, hanem a cselekvésre való törekvése által.” [p.537 (48:7.24)]
„Bármely tétel érvekre épített védelme fordított arányban áll a tétel igazságtartalmával.” [p.538 (48:7.30)]

### Kozmológia (Mindenségtan)
Az Urantia könyv részletes mindenségtani ismertetést közöl a világegyetemről és az embernek a világegyetemhez fűződő viszonyáról. Világegyetem alatt különböző kiterjedésű szerveződéseket ért, a pontos jelentés többnyire az adott szövegösszefüggésben válik világossá. Így a felsőbb-világegyetem tulajdonképpen a galaxisnak (galaxis-csoportnak) felel meg, a helyi világegyetem pedig ennek a nagyjából százezrednyi részét kitevő méretű szerveződés. A világmindenség az összes létező anyagot és teret magába foglalja. A mindenség („kozmosz”) felépítését annak közepéből kiindulva lényegében a következőképpen mutatja be:
- A Paradicsom Szigete – vagyis „a mindenségrendi valóság leghatalmasabb szervezett égiteste az egész világmindenségben” [p. 116 (11:0.1)].
- A Paradicsom szent szférái – vagyis huszonegy hatalmas világ, három körön hét-hét világ elrendezésben: az Atya világai, a Fiú világai és a Szellem világai, melyek a tér belső peremén három különböző pályán keringenek. [p. 140 (13:0.1-2)]
- Havona – „[a] Havona egymilliárd világa hét egyközepű körbe szerveződik, melyek közvetlenül a Paradicsomi égitestek három körét övezik. A legbelső Havona-körben több mint harmincötmillió világ, a legkülsőben pedig több mint kétszáznegyvenötmillió világ van, a maradék pedig közöttük található.” [p. 148 (14:1.9)]
- „E hatalmas központi világegyetem külső övezetében, messze túl a Havona-világok hetedik övén, hihetetlenül nagy számú sötét gravitációs test kering.” [p. 149 (14:1.14)] A központi világegyetemet ezek szerint tehát a Paradicsom Szigete, a huszonegy szent szféra, a Havona egymilliárd világa és a sötét gravitációs testek együttesen alkotják. A könyv ugyanerre a fogalomra használja az isteni világegyetem és a Paradicsom-Havona rendszer megjelölést is. „Fizikai szempontból a Havona- és a paradicsomi körök egy és ugyanazon rendszer; a megkülönböztetés alapját a működésbeli és igazgatási eltérések képezik.” [p. 149 (14:1.10)]
- A térszint „egyfajta elliptikus mozgási területként működik, melyet minden oldalról viszonylagos mozdulatlanság vesz körül”. [p. 122 (11.7.8)] E mozdulatlanságot pedig az egyes térszintek közötti viszonylagos nyugalmi körzetek alkotják. „Ezek a körzetek választják el a Paradicsom körül szabályozott rendben száguldó hatalmas galaxisokat.” [p. 122 (11:7.7)]
- A nagy világegyetem nem más, mint „a jelenlegi szervezett és lakott teremtésrész”; ezt a hét felsőbb-világegyetem, valamint „a központi teremtés örök szférái” alkotják [p. 127 (12:1.13)]. „Minden egyes felsőbb-világegyetem felépítése közelítőleg az alábbi:
  - Egy csillagrendszerben van körülbelül : 1.000 világ
  - Egy csillagvilágban (100 csillagrendszer) : 100.000 világ
  - Egy világegyetemben (100 csillagvilág) : 10.000.000 világ
  - Egy kisövezetben (100 világegyetem) : 1.000.000.000 világ
  - Egy nagyövezetben (100 kisövezet) : 100.000.000.000 világ
  - Egy felsőbb-világegyetemben (10 nagyövezet) : 1.000.000.000.000 világ” [p. 163 (15:2.18-24)]
- Minden egyes szervezési egységben vannak „épített világok”; ilyenek például az igazgatási egységek központi szférái. A külön rendeltetési céljaiknak (igazgatás, oktatás) megfelelően felépített szférák „[m]indegyik[é]nek van hő nélküli fényt kibocsátó napja (…) ugyanakkor mindegyik számára hőt biztosítanak a szféra felszíne közelében haladó, bizonyos energiaáramlások.” [p. 169 (15:7.1)] E világok a könyv szerint közelítőleg, esetenként pontosan, a lakott világok és a fizikai csillagrendszerek adott térségének gravitációs középpontjában helyezkednek el.
- Legkívül hatalmas, nem lakott „külső térszintek” találhatók. Az első külső térszint becsült átmérője ötvenmillió fényév [p. 128 (12:1.15)]. A második, a harmadik és a negyedik külső térszint mindegyike körülveszi az előző térszintet.

A szerzők a világegyetem keletkezésével kapcsolatos korabeli tudományos elméletektől eltérő magyarázatokkal szolgálnak, és kifejtik álláspontjukat a csillagászati megfigyeléseket torzító jelenségek kapcsán is. Így például közreadják a „tér lélegzésének” fogalmát, vagyis lényegében azt, hogy a teljes tér „kétmilliárd éves tágulási-összehúzódási körfolyamatok” részese [p. 121 (11:5.9)], és részben ezzel magyarázható a vöröseltolódás jelensége. A könyvbeli állítás szerint a világegyetem jelenleg a tágulási szakasznak csaknem a felénél tart [p. 121 (11:6.4)].
A könyv szerzői leszögezik ugyanakkor azt is, hogy a fizikai tudományokkal kapcsolatba hozható számos állításuk felülvizsgálatra fog szorulni a további tudományos fejlődés és az új felfedezések következtében [p. 1074 (101:4.2)]. Ezen ismeretek közlésével a céljuk nem a tudományos megismerés és kutatás helyettesítése. A mindenségtanra vonatkozó állításokat annyiban tartják értékesnek, hogy „legalább átmenetileg pontosítják a meglévő tudást a következők révén:
1. A tévedések feltétlen kiküszöbölésével a zavar csökkentése.
2. Az ismert vagy éppen ismertté váló tények és megfigyelések összehangolása.
3. A régmúltban lejátszódott korszakos folyamatokból származó elveszett, fontos ismeretelemek feltárása.
4. Olyan ismeretközlés, mely az egyébként már kiérdemelt tudás még hiányzó, fontos láncszemeit pótolja.
5. Mindenségrendi adatok közlése olyan formán, hogy az tisztább képet teremtsen a többi kinyilatkoztatásban foglalt szellemi tanítások lényegéről.” [p. 1074-1075 (101:4.5-10)]

### Múlt és jövő
A könyv szerint az Urantia a világegyetem sok millió lakott szférájának egyike. A világ történelmével kapcsolatos tanítások részletesen foglalkoznak a bolygó kialakulásának több milliárd évvel ezelőtt végbement szakaszaival, így például a kataklizmaszerű meteoresőkkel, az élet fejlődését lehetővé tevő feltételek fokozatos megteremtődésével, valamint a szerves törzsfejlődés hosszú korszakaival, melyek a parányi méretű tengeri élőlényekkel kezdődtek, és amelyek a tengeri, később pedig a szárazföldi növény- és állatvilág megjelenésével folytatódtak. Az ember megjelenését egy maki (lemur) őstől származó felsőbbrendű (méhlepényes) emlős ág továbbfejlődésének eredményeként írja le és ennek időpontját nagyjából egymillió évvel ezelőttre teszi. [p. 679 (62:0.1)]
A szerzők szerint „(…) az egész történetet képekben mesélik el a világfeljegyzések hatalmas ‚kőzetkönyvének’ kövületlapjai. És e hatalmas életföldtani feljegyzés lapjai tévedhetetlenül mesélik el az igazságot nektek is, ha megtanuljátok azt helyesen értelmezni.” [p.648 (58:7.12)] A mai tudományos nézetekkel ellentétben az evolúciót meghatározott rend szerint végbemenőnek, szabályozottnak minősítik. A kezdetleges élet a leírások szerint értelmes tervezés, megtelepítés és folyamatos felügyelet eredménye, nem pedig kizárólagosan önkéntelenül végbement, véletlenszerű folyamatoké. E terv kivitelezésében fontos szerepet osztanak az „Élethordozókra”. A könyv egyik alapvető állítása az, hogy „A halandó ember nem evolúciós véletlen esemény.” [p.540 (49:1.6)] A szerzők szerint az Urantiához hasonló bolygókon az evolúció célja nem más, mint a szellemi képességeket kifejleszteni, az anyagi létet túlélni és a végtelen szellemi létpályán továbbhaladni képes, „saját akarattal bíró” teremtmények létrehozása. A szerves törzsfejlődés menetének feltételeit pedig a hét elmeszellem-segéd jelenléte határozza meg a kezdetleges világokon. [p.389 (36:5.1)]
Az Urantia könyv szerint nemcsak a törzsfejlődés, hanem az emberi társadalom fejlődése és a szellemi ismeretek megszerzése is lassú folyamat, ahol a gyorsabb változásokat hozó időszakok éppúgy megvannak, mint a visszafejlődés lehetősége. A haladást isteni terv szerint végbemenő folyamatnak tekinti, melyben fontos szerepe van az időszakos kinyilatkoztatásoknak, valamint a mennyei tanítók időről időre teljesített közreműködésének, segédkezésének. Mindezek eredményeként a bolygó a távoli jövőben végül eléri a „fény és élet” eszményi állapotát.
Az eszményi és isteni terv kivitelezésében azonban közreműködnek különféle rendű, nem tökéletes mennyei lények is. Az elkövetett hibák és a szándékos lázadások a terv megvalósulásának folyamatát átmenetileg megakaszthatják, s ez az átmenet, vagyis az eredeti fejlődési irányra való visszaállás nagyon hosszú ideig is eltarthat. E világot a könyv kifejezetten „sötét és összezavart bolygónak” [p.818 (75:8.4)] minősíti, mely a tervet jobban követő világokkal való összehasonlításban „felettébb összezavartnak és az értelmi fejlődés és a szellemi előrehaladás minden szakaszában nagyon visszamaradottnak tűnik” [p.556 (50:6.2)]; ennek okai leginkább a szokatlanul súlyos következményekkel járó lázadásban, valamint a szellemi vezetésben szerepet kapott személyek vétkeiben keresendők.

### A nemek egyenlősége, házasság, család
A szerzők szerint az összes fejlettebb világon érvényesül a nemek egyenlősége; férfi és nő az elme-felruházottságot és a szellemi helyzetet tekintve egyenrangú. Nem tekinthető egy bolygó az embertelenség szintjéről felemelkedettnek, amíg az egyik nem a másik feletti uralomra tör [p.544 (49:4.4)].
A házasság egy férfi és egy nő fejlődő társközössége, mely a pillanatnyi erkölcsök mellett létezik és működik, melyet tabuk korlátoznak és amelyet a társadalom törvényei és szabályai kényszerítenek ki [p.899 (83:8.8)]. Az Istenség nem vesz részt az ilyen egyesülésekben [p.898 (83:8.4)], de végső soron az eszményi halandói házasság emberileg szent [p.899 (83:8.5)]. A szerzők szerint maga Jézus is úgy dicsérte a házasságot, mint a minden emberi kapcsolat leginkább eszményi és legmagasabb rendű formáját [p.1789 (167:5.3)] [p.1790 (167:5.7)].
Bármely társadalomban a házasságot nem kötöttek nagy száma az erkölcsök időleges törését vagy átalakulását jelzi [p.897 (83:7.5)]. És amennyire a társadalmi csoport nem nyújt házassági felkészítést az ifjúságnak, olyan mértékben kell a válásnak működnie úgy, mint egyfajta társadalmi biztonsági szelep, mely a fejlődő erkölcsök gyors változásának időszakaiban megakadályozza a még rosszabb helyzetek kialakulását [p.898 (83:7.8)].
A gyermekek számára az egynejűség a legjobb [p.896 (83:6.1)], mert a nő sohasem válhat eszményi anyává, ha folyton arra kényszerül, hogy a férje ragaszkodásáért harcoljon [p.897 (83:6.7)].
A család az ember legnagyobb, tisztán emberi vívmánya, mely összeköti a férfi és nő biológiai kapcsolatainak fejlődését a férj és feleség társas kapcsolataival [p.908 (84:6.8)]. A család a legfőbb polgárosodáshozó tényező [p.882 (82:0.2)]. Ha jók a családok, akkor a társadalom is jó [p.908 (84:7.1)].

### Vallás
Az Urantia könyv Istent minden valóság teremtőjeként és megtartójaként mutatja be – mindentudó, mindenütt-jelenvaló, mindenható, végtelen és örökkévaló szellemszemélyiségnek ábrázolja.
Az Istennel kapcsolatos legalapvetőbb tanítása szerint az Isten szerető Atya, akivel mindenki személyes kapcsolatot alakíthat ki. A számos egyéb téma könyvbeli kifejtése során az Isten, mint szerető Atya végig megmarad az ő teremtésösszességével szemben mutatott központi, egyesítő isteni magatartásának.
Az Isten végtelen tökéletessége és egyéb végtelen tulajdonságai miatt az Isten rejtélye mégsem oldható meg teljesen.
A könyv szerint az Isten különböző – személyes és nem személyes – valóságszinteken működő Istenség. Azt tanítja az Istenről, hogy három mellérendelten egyenlő, tökéletesen egyedivé lett személy alkotta Háromságban létezik: Atya Isten, Fiú Isten és Szellem Isten. E személyekre további megnevezéseket is alkalmaznak a szerzők, mégpedig főleg a következőket használják: „Egyetemes Atya”, „Örökkévaló Fiú” és „Végtelen Szellem”. Kijelentik ugyan, hogy a három személyben létező egy Isten fogalma nehezen érhető, viszont azt is állítják, hogy ez az idea „semmilyen módon nem jelenti az isteni egység igazságának eltorzítását. A paradicsomi Istenség három személyisége, minden világegyetemi valóság-válaszban és minden teremtményi viszonyban, egy.” [p.31 (1:7.8)]
Az Atyát, a Fiút és a Szellemet az Istenség „lételvi” személyeinek tekintik, akik az örökkévaló múlttól fogva az örökkévaló jövőig léteznek. Emellett az Istenség három személyét „élményelvinek” vagy nem teljesnek írják le, akik a ténylegessé válás útján haladnak: ők a Legfelsőbb Isten, a Végleges Isten és az Abszolút Isten. Hármójuk közül a Legfelsőbb Isten, vagy másként „a Legfelsőbb Lény” bemutatása a legrészletesebb; a Legfelsőbb Lényt a véges valóságot és a végtelent egyesítő, az időben és térben kifejlődő Istenség-személyként írják le. A Végleges Isten és az Abszolút Isten személyének megértését csaknem lehetetlennek minősítik és a bemutatásukra kevéssé térnek ki.
A könyvben sokféle mennyei lény leírása megtalálható, s közülük egynek különleges jelentőséget tulajdonítanak a szerzők. Ez az egy pedig nem más, mint az Egyetemes Atyának és az Örökkévaló Fiúnak a közös „leszármazottja”, akit „Teremtő Fiúnak” neveznek. Az isteni Teremtő Fiúban megmutatkozik az Egyetemes Atyából és az Örökkévaló Fiúból mindaz, ami csak az emberek előtt megnyilatkozni képes. A leírások szerint a názáreti Jézus éppen ilyen Teremtő Fiú, aki megtestesült a Földön, s az ő életét és tanításait úgy adják közre, mint az isteni személyiség és magatartás legteljesebb megnyilvánulását az emberiség számára.
A szerzők szerint számos vallási kinyilatkoztatásra került sor, de csak öt bírt korszakos jelentőséggel [p.976-977 (92:4.4-9)]. Ezek közé a következőket sorolják:
1. A dalamatiai tanítások – kb. 500.000 évvel ezelőttől kezdődően [p.715 (66:0.2)].
2. Az édeni tanítások – a Kr.u. 1934. évhez képest 37.848 évvel korábbi időponttól kezdődően [p.801 (74:0.1)].
3. A sálemi Melkizedek – a Jézus születését (a julián naptár szerint Kr.e. 7. augusztus 21., vasárnap) 1.973 évvel megelőző időponttól kezdődően [p.984 (93:2.1)].
4. A názáreti Jézus – mintegy 2.000 évvel ezelőttől [p.1315 (122:8.1)] kezdődően.
5. Az Urantia Írások – kb. a Kr.u. 20. század első felétől kezdődően.

## Bírálatok
Az Urantia könyvet eddig viszonylag kevés hivatalos bírálat érte, illetőleg viszonylag korlátozott mértékben jelentek meg a tartalmát bíráló művek. Az eddigi bírálók leginkább a következő vádakkal álltak elő:
- E gyűjtemény mennyei lényektől származó kinyilatkoztatásnak van beállítva, és úgy van megírva, mintha maguk ezek a mennyei lények közvetlenül adták volna közre az anyagot.
- A könyvben közölt tudományos ismeretek egy része nincs összhangban a mai tudományos elméletekkel.
- Egyes fogalmak nem eredeti, hanem a szerzői jogok tiszteletben tartása nélkül átvett dolgokat írnak le („plágiumvád”).
- A Bibliát az Isten tévedhetetlen szavának tartók számára a könyv elfogadhatatlan, mert némely keresztény tantételt nem tekint igaznak.
- A könyvben közölt „angyaltörténetek” némelyikének „angyalismereti” megalapozottsága vitatott.[19]

## Jelképek
A könyvben leírt jelképek egyike a három koncentrikus (egyközepű) kör, mely az isteni fenntartás és irányítás paradicsomi Háromságának végtelenségét, örökkévalóságát és egyetemességét jelképezi [p. 985 (93:3.3)]. A szerzők szerint ez volt a Melkizedek jelvénye is [p. 984 (93:2.5), p. 1109 (104:1.3)]; a teremtésösszesség háromsági kormányzásának anyagi jelvénye Mihály lobogóján fehér alapon három égszínkék egyközepű körként jelent meg [p. 583 (53:5.4)].
Az egyközepű körök szimbólumot védjegyként használja az Urantia Alapítvány a kiadványaiban és az alapítványi rendezvényeken, hasonlóképpen az Alapítványhoz kötődő szervezetek. Más szervezetek az eredeti jelkép kisebb-nagyobb mértékben módosított változatait használják.

## Fordítás
- Ez a szócikk részben vagy egészben  a   The Urantia Book című angol Wikipédia-szócikk ezen változatának fordításán alapul.  Az eredeti cikk szerkesztőit annak laptörténete sorolja fel. Ez a jelzés csupán a megfogalmazás eredetét és a szerzői jogokat jelzi, nem szolgál a cikkben szereplő információk forrásmegjelöléseként.